# Balhae

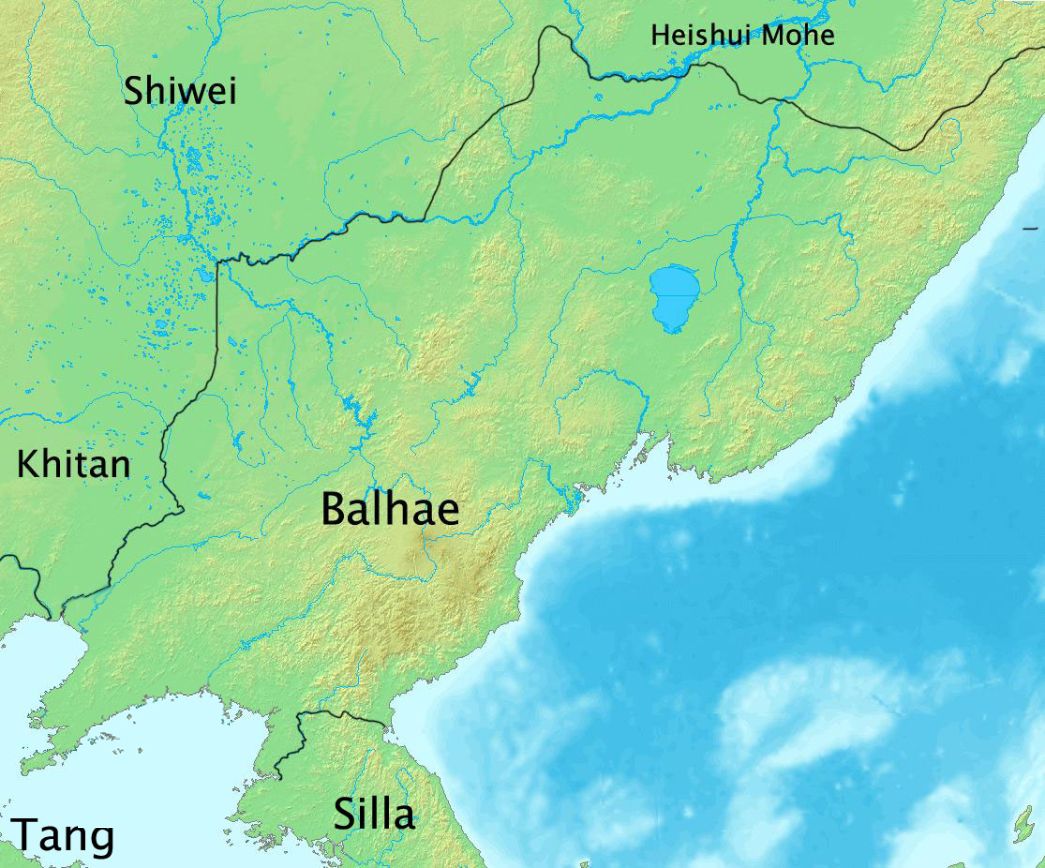
Reino de Balhae.

Balhae (698-926) foi um reino multiétnico na Manchúria, na península coreana e no Extremo Oriente russo. Balhae foi estabelecida por refugiados do reino coreano caído das tribos Goguryeo e Tungusic Mohe em 698, quando o primeiro rei, Dae Joyeong, derrotou a dinastia Wu Zhou em Tianmenling. 
Juntamente com refugiados goguryeo e tribos Mohe, Balhae tinha uma população diversificada, incluindo outras minorias, como os povos Khitan e Evenk.  Balhae tinha um alto nível de artesanato e se envolveu no comércio com países vizinhos como Göktürk, Japão, Silla e Tang. 
Em 926, a dinastia Khitan Liao conquistou Balhae e estabeleceu o reino autônomo de Dongdan governado pelo príncipe herdeiro de Liao Yelü Bei, que logo foi absorvido pela Liao. Enquanto isso, uma série de nobilidades e elites lideradas por figuras-chave, como o príncipe herdeiro Dae Gwang-hyeon, foram absorvidas em Goryeo.  A conquista khitana de Balhae foi um dos fatores por trás da hostilidade prolongada de Goryeo contra a dinastia Khitan Liao.
Divisões administrativas do reino balhae, com nomes chineses e coreanos [nota 1]
No início, o reino tinha cerca de 100.000 domicílios e uma população de cerca de 500.000. Evidências arqueológicas sugerem que a cultura Balhae foi uma mistura de culturas chinesas, coreanas e tungústicas. 